# Gia tộc Fujiwara
Gia tộc Fujiwara (藤原氏 (Đằng Nguyên thị) Fujiwara-uji/Fujiwara-shi), là gia tộc hậu duệ của gia tộc Nakatomi thông qua Ame-no-Koyane-no-Mikoto, là một gia tộc nhiếp chính quyền lực ở Nhật Bản.
Gia tộc được mở đầu khi người sáng lập, Nakatomi no Kamatari (614–669), được Thiên hoàng Tenji ban thưởng cho tên gọi danh dự "Fujiwara", đã phát triển như một tên họ của Kamatari và các hậu duệ của ông. Theo thời gian, Fujiwara được biết đến như là một tên gia tộc.
Gia tộc Fujiwara đã chi phối nền chính trị Nhật Bản trong thời kỳ Heian (794–1185) thông qua việc độc quyền các vị trí nhiếp chính, sesshō và kampaku. Chiến lược chính của gia tộc nhằm gây ảnh hưởng tới trung tâm là thông qua việc gả các con gái của gia tộc Fujiwara cho Thiên hoàng. Thông qua việc này, gia tộc Fujiwara sẽ có được ảnh hưởng đối với vị Thiên hoàng kế tiếp, người theo truyền thống gia đình thời đó sẽ được nuôi nấng trong gia đình họ ngoại và phải trung thành với ông ngoại của mình.
Khi các Thiên hoàng bị thoái vị lấy lại sự kiểm soát quyền lực bằng cách thực hiện insei (院政, luật nhốt trong tu viện) vào cuối thế kỷ 11, sau đó là sự nổi lên của tầng lớp chiến binh, gia tộc Fujiwara đã dần mất quyền kiểm soát về chính trị.
Ngoài thế kỷ 12, họ vẫn tiếp tục độc quyền các tước hiệu sesshō và kampaku trong nhiều thời điểm, cho đến khi hệ thống bị bãi bỏ trong thời kỳ Minh Trị. Mặc dù ảnh hưởng của họ bị giảm sút, gia tộc này vẫn là cố vấn cho các vị Thiên hoàng kế tiếp.

## Thời kỳ Asuka/Nara
Ảnh hưởng chính trị của gia tộc Fujiwara được bắt đầu trong thời kỳ Asuka. Nakatomi no Kamatari, một thành viên của gia tộc quý tộc cấp thấp Nakatomi đã cầm đầu một cuộc đảo chính chống lại gia tộc Soga vào năm 645 và khởi xướng một loạt các cải cách triều đình sâu rộng được gọi là Cải cách Taika. Năm 668, Thiên hoàng Tenji (trị vì 668–671), ban tước hiệu kabane Fujiwara no Ason (藤原朝臣) cho Kamatari. Tên họ này được truyền cho con cháu của Fujiwara no Fuhito (659–720), con trai thứ hai và là người thừa kế của Kamatari, người nổi tiếng trong triều đình của một số Thiên hoàng (cả nam và nữ) trong thời kỳ đầu của thời kỳ Nara. Ông tiến cử con gái Miyako làm phi tần cho Thiên hoàng Monmu. Con trai của bà, Hoàng tử Obito sau đó trở thành Thiên hoàng Shōmu. Fuhito tiếp tục tiến cử thành công một người con gái khác, Kōmyōshi, thành hoàng hậu của Thiên hoàng Shōmu. Bà là hoàng hậu đầu tiên ở Nhật Bản (giống Võ Tắc Thiên ở Trung Quốc) không phải là con gái trong gia đình hoàng gia. Fuhito có bốn người con trai; và mỗi người trong số họ đã trở thành tổ tiên một nhánh của gia tộc bao gồm:
- Fujiwara Bắc gia thành lập bởi Fujiwara no Fusasaki[6]
- Fujiwara Kinh gia thành lập bởi Fujiwara no Maro[7]
- Fujiwara Nam gia thành lập bởi Fujiwara no Muchimaro[8]
- Fujiwara Thức gia thành lập bởi Fujiwara no Umakai[9]

Trong số đó, Bắc gia được coi là lãnh đạo của toàn bộ gia tộc.

## Thời kỳ Heian
Trong thời kỳ Heian của lịch sử Nhật Bản, gia tộc Hokke đã điều khiển việc thiết lập một yêu sách di truyền cho vị trí nhiếp chính, hoặc cho một Thiên hoàng còn ở tuổi vị thành niên (sesshō) hoặc một Thiên hoàng đã trưởng thành (kampaku). Một số thành viên gia tộc Fujiwara nổi bật đã nắm giữ các chức vụ này nhiều lần, và cho nhiều hơn một vị Thiên hoàng. Các thành viên cấp thấp hơn của gia tộc Fujiwara là các quý tộc của triều đình, thống đốc và phó thống đốc tỉnh, các thành viên trong tầng lớp quý tộc của tỉnh, và các samurai. Gia tộc Fujiwara là một trong bốn gia tộc vĩ đại thống trị chính trị Nhật Bản trong thời kỳ Heian (794–1185), và là gia tộc quan trọng nhất trong số họ vào thời điểm đó. Những gia tộc khác là Tachibana, Taira và Minamoto. Fujiwara nắm trong tay quyền lực to lớn, đặc biệt là trong thời kỳ các chính quyền nhiếp chính trong thế kỷ thứ 10 và 11, với nhiều vị Thiên hoàng chỉ là vua bù nhìn trên thực tế.
Gia tộc Fujiwara đã thống trị chính quyền Nhật Bản trong khoảng thời gian từ 794-1160. Không có thời điểm khởi đầu rõ ràng về sự thống trị của họ. Tuy nhiên, sự thống trị của chính quyền dân sự đã bị mất đi bởi việc thành lập Mạc phủ đầu tiên (tức là Mạc phủ Kamakura) dưới thời Minamoto no Yoritomo năm 1192.
Các hoàng tử có nguồn gốc từ gia tộc Fujiwara ban đầu phục vụ như những thượng thư cao nhất của triều đình (kampaku) và các nhiếp chính (sesshō) cho các Thiên hoàng trong tuổi vị thành niên. Gia tộc Fujiwara đã nắm giữ "quyền lực đằng sau ngai vàng" như tục ngữ trong dân gian trong nhiều thế kỷ. Một cách rõ ràng, gia tộc này không bao giờ mong muốn thay thế triều đại hoàng gia. Thay vào đó, ảnh hưởng của gia tộc bắt nguồn từ các liên minh hôn nhân của nó với gia đình hoàng tộc. Bởi vì các phối ngẫu của hoàng tử, các con trai nhỏ tuổi và Thiên hoàng thường là nữ nhân từ gia tộc Fujiwara, các trưởng nam của gia tộc Fujiwara thường là bố vợ, anh rể, chú, hoặc ông ngoại của Thiên hoàng. Gia tộc đạt đến đỉnh cao quyền lực dưới quyền Fujiwara no Michinaga (966–1027), một kampaku lâu năm, là ông ngoại của ba Thiên hoàng, cha của sáu vương hậu hoặc hoàng hậu, và ông nội của bảy phối ngẫu hoàng gia khác; không phải là cường điệu khi nói rằng Michinaga mới là người cai trị Nhật Bản trong thời gian này, chứ không phải là Thiên hoàng theo danh nghĩa.
Gia tộc Fujiwara có một vai trò nổi bật trong quyển Truyện gối đầu, được viết bởi Sei Shōnagon.

### Chế độ Fujiwara trong thời kỳ Heian
Chế độ nhiếp chính của Fujiwara là đặc điểm chính của triều đình trong toàn bộ thời kỳ Heian. Kyoto (Heian-kyō) về mặt địa chính trị là một vị trí đắc địa hơn để đặt chính quyền; với cửa sông ổn định chảy ra biển, người ta có thể tới đây bằng đường bộ từ các tỉnh phía đông.
Ngay trước khi dời đô về Heian-kyō, Thiên hoàng đã bãi bỏ thỏa thuận phổ thông trong thế kỷ thứ 8, và ngay sau đó các lực lượng quân sự tư nhân địa phương đã xuất hiện. Gia tộc Fujiwara, Taira, và Minamoto nằm trong những gia tộc quyền lực nhất được hậu thuẫn bởi tầng lớp quân sự mới.
Trong thế kỷ thứ 9 và 10, nhiều thẩm quyền đã rơi vào tay các gia tộc lớn, những người không quan tâm đến hệ thống lãnh địa và sưu thuế kiểu Trung Quốc do chính phủ áp đặt ở Kyoto. Sự ổn định có đến với Heian, nhưng, mặc dù hình thức kế vị được đảm bảo cho gia đình hoàng tộc thông qua cha truyền con nối, quyền lực một lần nữa lại tập trung trong tay của một gia tộc quý tộc, Fujiwara.
Giờ đây, các chính quyền gia đình trị đã trở thành các tổ chức công. Là gia tộc quyền lực nhất, gia tộc Fujiwara đã cai trị Nhật Bản và quyết định các vấn đề chung của nhà nước, chẳng hạn như kế vị ngai vàng. Các vấn đề gia đình và nhà nước đã được hòa trộn triệt để, một mô hình được tiếp nối giữa các gia tộc, tu viện khác, và thậm chí cả gia đình hoàng tộc.
Như gia tộc Soga nắm quyền kiểm soát ngai vàng vào thế kỷ thứ 6, gia tộc Fujiwara vào thế kỷ thứ 9 đã kết hôn với gia đình hoàng gia, và một trong những thành viên của họ nắm giữ chức Nội đại thần của Thiên hoàng. Một thành viên gia tộc Fujiwara khác trở thành nhiếp chính cho cháu trai của mình, sau đó một Thiên hoàng nhỏ, và một người khác nữa được bổ nhiệm làm kampaku (nhiếp chính cho một hoàng đế trưởng thành). Vào cuối thế kỷ thứ 9, một số Thiên hoàng đã cố gắng, nhưng thất bại, để kìm hãm gia tộc Fujiwara. Tuy nhiên, trong thời gian trị vì của Thiên hoàng Daigo (897–930), chế độ nhiếp chính của Fujiwara đã bị đình chỉ khi mà ông đứng ra cai trị trực tiếp.
Tuy vậy, gia tộc Fujiwara chẳng những không bị Thiên hoàng Daigo hạ cấp mà thực sự còn trở nên mạnh mẽ hơn trong triều đại của ông này. Việc kiểm soát Nhật Bản từ trung ương tiếp tục giảm sút, và gia tộc Fujiwara, cùng với các gia tộc lớn và các nền tảng tôn giáo khác, đã mua lại những lãnh thổ shōen thậm chí lớn hơn bao giờ hết và trở nên giàu có hơn vào đầu thế kỷ thứ 10. Vào đầu thời kỳ Heian, shōen đã mang tư cách pháp lý, và các thế lực tôn giáo lớn đã tìm kiếm các danh hiệu rõ ràng mang tính vĩnh viễn, các chế độ miễn thuế, và miễn trừ kiểm tra của triều đình về shōen mà họ nắm giữ. Những người làm công trong lãnh địa thấy có lợi khi nhượng quyền sở hữu cho những người sở hữu shōen để đổi lấy một phần thu hoạch. Người dân và đất đai ngày càng vượt ra ngoài việc kiểm soát và đánh thuế từ trung ương, một sự trở lại trên thực tế với các điều kiện trước khi diễn ra cải cách Taika.

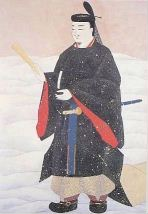
Fujiwara no Michinaga (966–1028)

Trong vòng vài thập kỷ sau khi Thiên hoàng Daigo qua đời, gia tộc Fujiwara đã kiểm soát tuyệt đối triều đình. Đến năm 1000, Fujiwara no Michinaga đã có thể tôn phò và phế truất hoàng đế theo ý thích. Chỉ một lượng nhỏ thẩm quyền được để lại cho chính thể quan liêu truyền thống, và các vấn đề của chính quyền đã được xử lý thông qua sự cai trị riêng của gia tộc Fujiwara. Gia tộc Fujiwara đã trở thành điều mà nhà sử học George B. Sansom gọi là "những nhà độc tài cha truyền con nối".
Gia tộc Fujiwara đã chủ trì một giai đoạn nở rộ về văn hóa và nghệ thuật ở triều đình và trong tầng lớp quý tộc. Có một sự quan tâm lớn với thơ ca phong nhã và văn chương truyền miệng địa phương. Văn bản tiếng Nhật từ lâu đã phụ thuộc vào chữ tượng hình của Trung Quốc (kanji), nhưng bây giờ chúng được bổ sung bởi kana, hai kiểu chữ thư pháp tiếng Nhật: katakana, một phương thức ghi nhớ sử dụng các phần chữ tượng hình của Trung Quốc; và hiragana, một dạng chữ kanji viết thảo và bản thân là một hình thức nghệ thuật. Hiragana đã mang cách biểu lộ từ văn bản sang văn nói và, với nó, phát triển văn học truyền miệng địa phương nổi tiếng của Nhật Bản, phần lớn nó được viết bởi những cung nữ trong triều đình không được dạy chữ Hán như các nô tài nam. Ba người phụ nữ vào cuối thế kỷ thứ 10 và đầu thế kỷ thứ 11 đã trình bày quan điểm của họ về cuộc sống và sự lãng mạn trong triều đình Heian trong Kagerō Nikki ("Nhật kí phù du") của "người mẹ của Michitsuna", Makura no Sōshi (Truyện gối đầu) của Sei Shōnagon, và Genji Monogatari (Truyện kể Genji) của Murasaki Shikibu (là một thành viên gia tộc Fujiwara). Nghệ thuật bản địa cũng phát triển mạnh mẽ dưới thời Fujiwara sau nhiều thế kỷ bắt chước các hình thức của Trung Quốc. Những bức tranh yamato-e (phong cách Nhật Bản) có màu sắc sống động về đời sống triều đình và những câu chuyện về đền chùa trở nên phổ biến vào giữa và cuối thời kỳ Heian, tạo nên những hình mẫu cho nghệ thuật Nhật Bản cho đến ngày nay.
Sự suy giảm sản xuất lương thực, sự gia tăng dân số và cạnh tranh quyền lợi giữa các gia tộc lớn đã dẫn đến sự suy thoái dần dần quyền lực của Fujiwara và gây ra những rối loạn quân sự vào giữa thế kỷ thứ 10 và 11. Các thành viên của gia tộc Fujiwara, Taira và Minamoto—tất cả đều là hậu duệ của hoàng tộc—bắt đầu tấn công lẫn nhau, tuyên bố chiếm đóng những dải lớn của các lãnh địa chinh phục, thiết lập các chính thể đối đầu, và thường phá vỡ hòa bình của Nhật Bản.
Gia tộc Fujiwara đã kiểm soát ngai vàng cho đến triều đại của Thiên hoàng Go-Sanjō (1068-73), vị hoàng đế đầu tiên không được sinh ra từ một người mẹ thuộc gia tộc Fujiwara kể từ thế kỷ thứ 9. Thiên hoàng Go-Sanjō, đã quyết tâm khôi phục quyền kiểm soát của hoàng gia thông qua luật lệ cá nhân mạnh mẽ, thực hiện các cải cách để kiềm chế ảnh hưởng của Fujiwara. Ông cũng thành lập một bộ chuyên biên soạn và xác nhận hồ sơ lãnh địa với mục đích tái khẳng định quyền kiểm soát từ trung ương. Nhiều shōen không được chứng nhận đúng cách, và các chủ đất lớn, như gia tộc Fujiwara, cảm thấy bị đe dọa với việc mất lãnh địa của mình. Thiên hoàng Go-Sanjō cũng thành lập In no chō, hay Viện chuyên về Thiên hoàng xuất gia, được tổ chức bởi một loạt các Thiên hoàng đã thoái vị để lui về làm Thái thượng hoàng quản trị hậu cung, hoặc insei (viện chính).
In no chō đã lấp vào khoảng trống còn lại do sự suy thoái quyền lực của gia tộc Fujiwara. Thay vì bị trục xuất, các thành viên gia tộc Fujiwara hầu hết được giữ lại chức vị cũ của nhà độc tài dân sự và thượng thư ở trung ương trong khi bị bỏ qua trong việc ra quyết định. Trong thời gian, nhiều người trong số các thành viên gia tộc Fujiwara đã được thay thế, chủ yếu là bởi các thành viên của gia đình Minamoto đang gia tăng. Trong khi gia tộc Fujiwara rơi vào tranh chấp nội tộc và hình thành các phe phái phía Bắc và phía Nam, hệ thống insei cho phép dòng họ của gia đình hoàng tộc có được ảnh hưởng lên ngai vàng. Giai đoạn từ năm 1086 đến năm 1156 là thời đại tối cao của In no chō và sự gia tăng của tầng lớp quân sự trên toàn quốc. Có thể là quân đội, chứ không phải là cơ quan dân sự thống trị chính quyền.
Một cuộc đấu tranh quyền kế vị vào giữa thế kỷ thứ 12 đã mang tới cho Fujiwara một cơ hội để lấy lại quyền lực cũ của họ. Fujiwara no Yorinaga đứng về phía Thiên hoàng thoái vị trong một trận chiến đẫm máu vào năm 1158 chống lại người thừa kế, người được các gia tộc Taira và Minamoto hỗ trợ. Cuối cùng, gia tộc Fujiwara đã bị phá hủy, hệ thống cũ của chính quyền được thay thế, và hệ thống insei lại bất lực khi bushi nắm quyền kiểm soát các vấn đề của chính quyền, đánh dấu một bước ngoặt trong lịch sử Nhật Bản. Trong vòng một năm, hai gia tộc Taira và Minamoto lại đụng độ nhau, và một giai đoạn hai mươi năm uy quyền của Taira đã bắt đầu. Gia tộc Taira bị cám dỗ bởi đời sống triều đình và những vấn đề bị bỏ qua ở các tỉnh. Cuối cùng, Minamoto no Yoritomo (1147–1199) đã nổi lên từ tổng hành dính của mình tại Kamakura (ở vùng Kantō, phía tây nam Tokyo hiện đại) đánh bại gia tộc Taira, và cùng với họ là Thiên hoàng Antoku nhỏ dại mà họ kiểm soát, trong Chiến tranh Genpei (1180– 1185).
Sau sự sụp đổ này, các chi tộc trẻ của gia tộc Fujiwara chuyển sự tập trung của họ từ chính trị sang nghệ thuật, sản sinh số lượng lớn các ngôi sao văn học như Fujiwara no Shunzei hay Fujiwara no Teika.

### Hậu duệ
Chỉ bốn mươi năm sau cái chết của Michinaga, những người thừa kế của ông trong gia tộc Fujiwara đã không thể ngăn chặn sự nắm lấy chính quyền của Thiên hoàng Go-Sanjō (trị vì 1068-1073), vị hoàng đế đầu tiên kể từ Thiên hoàng Uda có mẹ không phải là một thành viên gia tộc Fujiwara. Hệ thống chính quyền của Thiên hoàng thoái vị (daijō tennō) bắt đầu từ năm 1087 càng làm suy yếu quyền kiểm soát của gia tộc Fujiwara đối với triều đình hoàng gia.
Thời kỳ Heian do gia tộc Fujiwara thống trị đi tới hồi kết của nó cùng với những xáo trộn của thế kỷ 12. Cuộc đấu tranh trong triều đại được gọi là Náo loạn Hōgen (Hōgen no Ran) dẫn đến việc gia tộc Taira nổi lên như một gia tộc hùng mạnh nhất vào năm 1156. Trong thời kỳ Náo loạn Heiji (Heiji no Ran) năm 1160, gia tộc Taira đã đánh bại liên minh lực lượng của gia tộc Fujiwara và Minamoto. Thất bại này đánh dấu kết thúc của sự thống trị của Fujiwara.

## Phân nhánh
Trong thế kỷ 13, Gia tộc Bắc Fujiwara (Hokke) đã bị phân chia thành năm gia tộc nhiếp chính: Konoe, Takatsukasa, Kujō, Nijō và Ichijō.
Họ đã có một "đặc quyền" cho các chức vị sesshō và kampaku, và lần lượt phục vụ theo thời gian. Quyền lực chính trị đã chuyển từ giới quý tộc của triều đình ở Kyoto sang tầng lớp chiến binh mới ở nông thôn. Tuy nhiên, các hoàng tử có nguồn gốc Fujiwara vẫn là các cố vấn, nhiếp chính và thượng thư thân cận đến các Thiên hoàng trong nhiều thế kỷ, thậm chí cho đến thế kỷ 20 (Hoàng tử Konoe và Hosokawa Morihiro). Như vậy, họ có một quyền lực chính trị nhất định và nhiều ảnh hưởng, thường là các chiến binh và sau đó là chế độ Mạc phủ đối địch tìm kiếm liên minh của họ. Oda Nobunaga và em gái Oichi xuất thân từ các gia tộc Taira và Fujiwara; nhiếp chính Toyotomi Hideyoshi và shogun Tokugawa Ieyasu có quan hệ hôn nhân với gia tộc Fujiwara. Hoàng hậu Shōken, vợ của Thiên hoàng Minh Trị, là hậu duệ của gia tộc Fujiwara và, qua Hosokawa Gracia, thuộc gia tộc Minamoto.
Cho đến khi cuộc hôn nhân của Hoàng tử Hirohito (Hoàng đế Shōwa) đến Công chúa Nagako của Kuni (sau này là Hoàng hậu Kōjun) vào tháng 1 năm 1924, các lãnh tụ chính của hoàng đế và hoàng tử luôn được tuyển dụng từ một trong những Sekke Fujiwara. Các công chúa hoàng gia thường kết hôn với các lãnh chúa Fujiwara - ít nhất là trong một thiên niên kỷ. Gần đây là con gái thứ ba của Hoàng đế Shōwa, cựu công chúa Takanomiya (Kazoku), và con gái lớn của Hoàng tử Mikasa, cựu công chúa Yasuko, đã kết hôn với gia đình Takatsukasa và Konoe, tương ứng. Tương tự như vậy, một cô con gái của shōgun cuối cùng đã kết hôn với người em họ thứ hai của Hoàng đế Shōwa.
Cho đến cuộc hôn nhân của Thái tử Hirohito (Thiên hoàng Shōwa) với Công chúa Nagako của Kuni (Hoàng hậu Kōjun) vào tháng 1 năm 1924, các phối ngẫu chính của Thiên hoàng và thái tử luôn được tuyển chọn từ một trong những thành viên của gia tộc Sekke Fujiwara. Các công chúa hoàng gia thường kết hôn với các lãnh chúa Fujiwara - ít nhất là trong một thiên niên kỷ. Gần đây là con gái thứ ba của Thiên hoàng Shōwa, cựu công chúa Taka (Kazuko) đã kết hôn với một người của gia tộc Takatsukasa và con gái lớn của Hoàng tử Mikasa, cựu công chúa Yasuko, đã kết hôn với một người của gia tộc Konoe. Tương tự như vậy, một cô con gái của shōgun cuối cùng đã kết hôn với một người em họ khác dòng của Thiên hoàng Shōwa.